# Eleutherodactylus parapelates
Eleutherodactylus parapelates är en groddjursart som beskrevs av Hedges och Thomas 1987. Eleutherodactylus parapelates ingår i släktet Eleutherodactylus och familjen Eleutherodactylidae. IUCN kategoriserar arten globalt som akut hotad. Inga underarter finns listade i Catalogue of Life.